# 스티븐 슈워츠먼

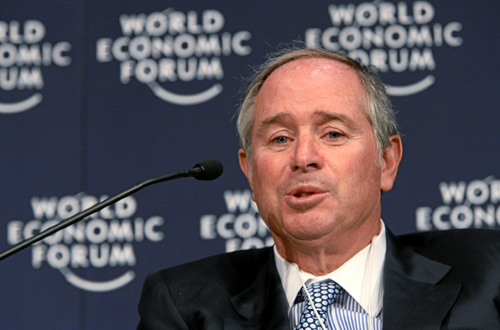

스티븐 슈워츠먼(Stephen A. Schwarzman, 본명: Stephen Allen Schwarzman, 1947년 2월 14일 ~ )은 미국의 억만장자 사업가이다. 그는 피터 G. 피터슨(Peter G. Peterson)과 함께 1985년에 설립한 글로벌 사모펀드 회사인 블랙스톤 그룹의 회장 겸 CEO이다. 슈워츠먼은 도널드 트럼프 대통령의 전략 및 정책 포럼의 잠시 의장을 역임했다.

## 어린 시절과 교육
슈워츠먼은 알라인(Arline)과 조셉 슈워츠먼(Joseph Schwarzman)의 아들인 펜실베이니아주 헌팅던 밸리의 유대인 가정에서 자랐다. 그의 아버지는 필라델피아에서 예전에 건조물품 가게였던 슈워츠먼스(Schwarzman's)를 소유하고 있었고 와튼 스쿨을 졸업했다.
슈워츠먼의 첫 번째 사업은 14세 때 잔디 깎기 작업이었는데, 그의 남동생인 마크와 워렌을 고용하여 스티븐이 고객을 유치하는 동안 잔디를 깎았다.
슈워츠먼은 필라델피아 교외의 애빙턴 학군(Abington School District)에 다녔으며 1965년 애빙턴 고등학교를 졸업했다. 그는 예일 대학교에 다녔으며 그곳에서 해골단 상급의 회원이었으며 대번포트 발레 소사이어티(Davenport Ballet Society)를 설립했다. 1969년 졸업한 후 그는 미 육군 예비군에서 잠시 복무한 후 하버드 경영대학원에 입학하여 1972년 졸업했다.